# Älskar, älskar inte (film, 1996)
Älskar, älskar inte, är en amerikansk-brittisk-fransk-tysk dramafilm från 1996 i regi av Billy Hopkins. I huvudrollerna ses Jeanne Moreau, Claire Danes och Jude Law. Filmen hade svensk premiär den 9 april 1997 (direkt på video). 

## Rollista i urval
- Jeanne Moreau - Nana
- Claire Danes - Daisy/Young Nana
- Jude Law - Ethan
- James Van Der Beek - Tony
- Kris Park - Seth
- Lauren Fox - Alison
- Emily Burkes-Nossiter - Jessica
- Carrie Szlasa - Jane
- Natasha Wolff - Hope